# Wilhelm Filderman
Wilhelm „Willy“ Filderman (auch Fielderman; geboren am 14. November 1882 in Bukarest; gestorben im Mai 1963 in Paris) war ein rumänischer Politiker, Parlamentsabgeordneter sowie von 1919 bis 1938 Vorsitzender der Union der rumänischen Juden.

## Leben
Wilhelm Filderman wurde 1882 in eine assimilierte jüdische Familie in Bukarest geboren. Zu seinen Schulfreunden zählte Ion Antonescu, der spätere rumänische Diktator. Filderman studierte Rechtswissenschaften in Bukarest und ging nach seiner Anwaltszulassung nach Paris, wo er seine Studien an der Sorbonne fortsetzte. 1910 wurde er dort zum Doktor der Rechtswissenschaften promoviert.
Während des Ersten Weltkriegs diente er in der rumänischen Armee. 1919 nahm Filderman als Teil der rumänischen Delegation an der Versailler Friedenskonferenz teil.
Im Rumänien der Zwischenkriegszeit war Filderman Parlamentsabgeordneter in Großrumänien und auch im Ausland für Rumänien tätig. 1919 wurde er schließlich auch Vorsitzender der Union der rumänischen Juden (rumänisch Uniunea Evreilor Români) und verblieb in dieser Position bis 1938. Ab 1936 kooperierte Filderman mit der Jüdischen Nationalpartei Rumäniens unter der Führung von Mayer Ebner, um gegen den wachsenden Nationalismus in Rumänien bestehen zu können. Nach Beginn des Zweiten Weltkriegs setzte sich Filderman mit der Jewish Agency for Israel in Verbindung. Auf Grund seiner guten Beziehungen zu Ion Antonescu, der Rumänien inzwischen diktatorisch regierte und mit dem Dritten Reich verbündet war, versuchte Filderman möglichst vielen rumänischen Juden die Einwanderung nach Palästina, ihr Eretz Israel, zu ermöglichen. Als Großbritannien jedoch im Dezember 1941 auch Rumänien den Krieg erklärte, wurden keine Visa mehr ausgestellt.
Am 30. Mai 1943 wurde Filderman in das Besatzungsgebiet Transnistrien deportiert, als er sich öffentlich gegen eine Sondersteuer für Juden äußerte. Filderman überlebte jedoch die Zeit in den Lagern in Transnistrien, wo tausende Juden starben. Im Nachkriegsrumänien war er kurzzeitig wieder politisch aktiv, wurde aber im Zuge der Machtübernahme der Rumänischen Kommunistischen Partei ins politische Abseits gedrängt.
1948 floh er aus Rumänien und ließ sich in Paris nieder. Dort arbeitete er eine Zeit lang noch als Rechtsanwalt und starb 1963.